# Fontana del Sele
La fontana del Sele, o fontana dell'Acquedotto o semplicemente fontana di piazza Cavour, è una fontana realizzata nel 1924 e situata in Piazza Camillo Benso conte di Cavour di Foggia.

## Storia
La Fontana del Sele, che inizialmente doveva essere un monumento provvisorio, venne progettata dall'ingegnere ravennate Cesare Brunetti su commissione del neonato Acquedotto Pugliese in occasione della nascita del medesimo. La fontana, che sarebbe dovuta essere sostituita da un monumento in marmo e bronzo, divenne ben presto il simbolo della città, così da diventare un monumento permanente.

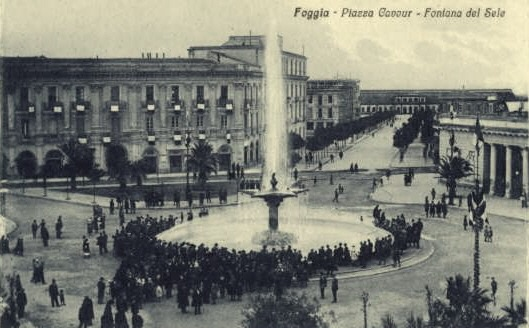
Inaugurazione della fontana

La Fontana venne inaugurata il 21 marzo 1924, data non casuale infatti in quel giorno ricadevano due importanti avvenimenti:
- l'arrivo della primavera;
- la festa patronale per la Madonna dei Sette Veli, che il 22 marzo 1731 dopo un disastroso terremoto apparve ai Foggiani in simbolo di protezione e rinascita.

Entrambi gli eventi erano simbolo di rinascita, la stessa che Foggia stava vivendo negli anni dell'inaugurazione per l'arrivo dell'acqua potabile nella città; infatti la Fontana doveva servire per l'inaugurazione del tronco foggiano dell'Acquedotto Pugliese. A conferma di ciò, l'evento avvenne dinanzi alla Sacra Tavola della Madonna dei Sette Veli.

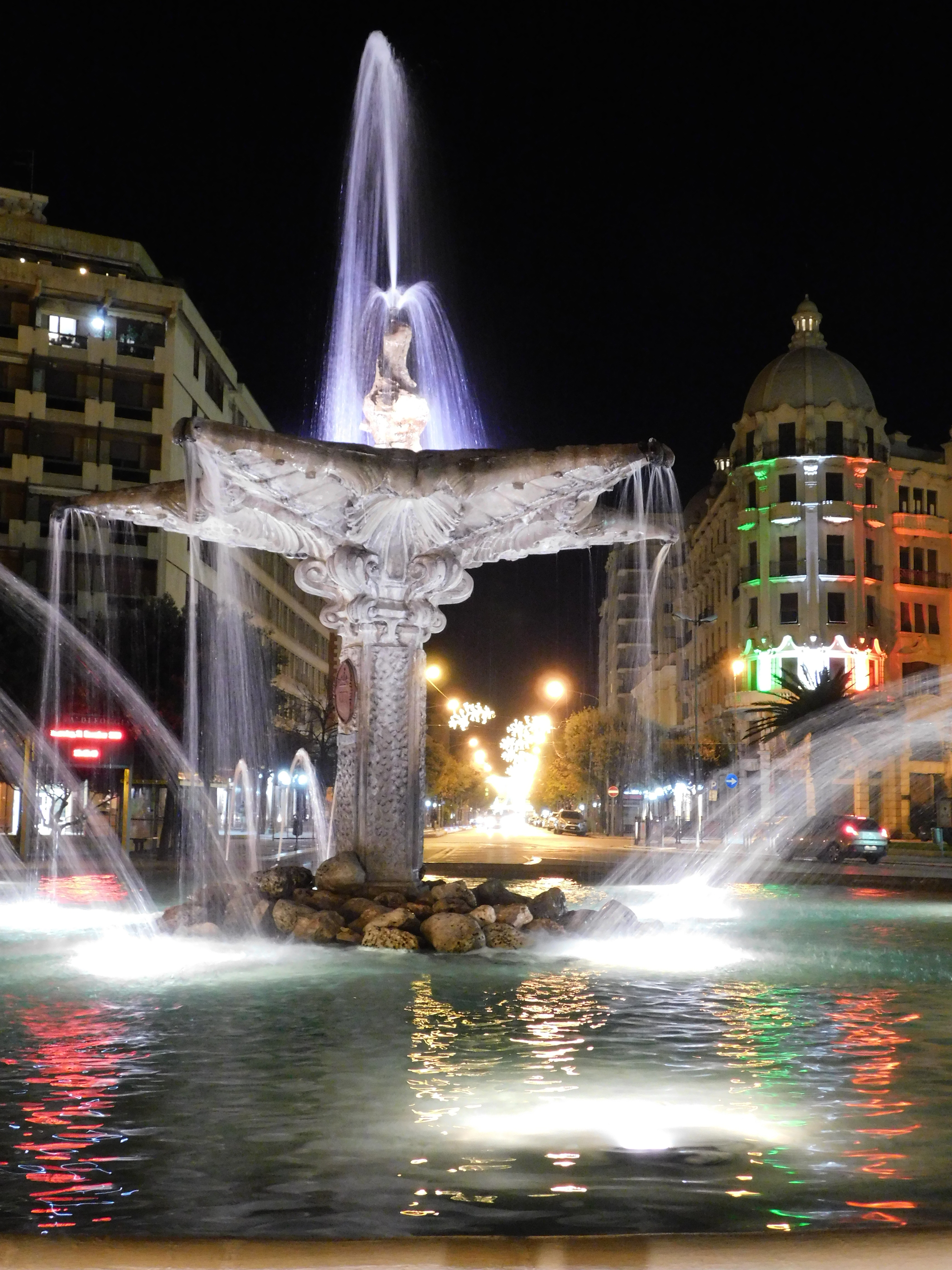
Fontana del Sele (nello sfondo il Palazzo dell'Acquedotto)

L'evento fu talmente importante che il prestigioso settimanale nazionale de "La Domenica del Corriere" gli dedicò la copertina a cura di Achille Beltrame.
La scelta del nome "Fontana del Sele" neanche fu casuale infatti il fiume campano Sele, che sgorga dalle pendici del Monte Paflagone, era ed è ancora oggi una tra le sorgenti più importanti dell'Acquedotto Pugliese.

## Stile

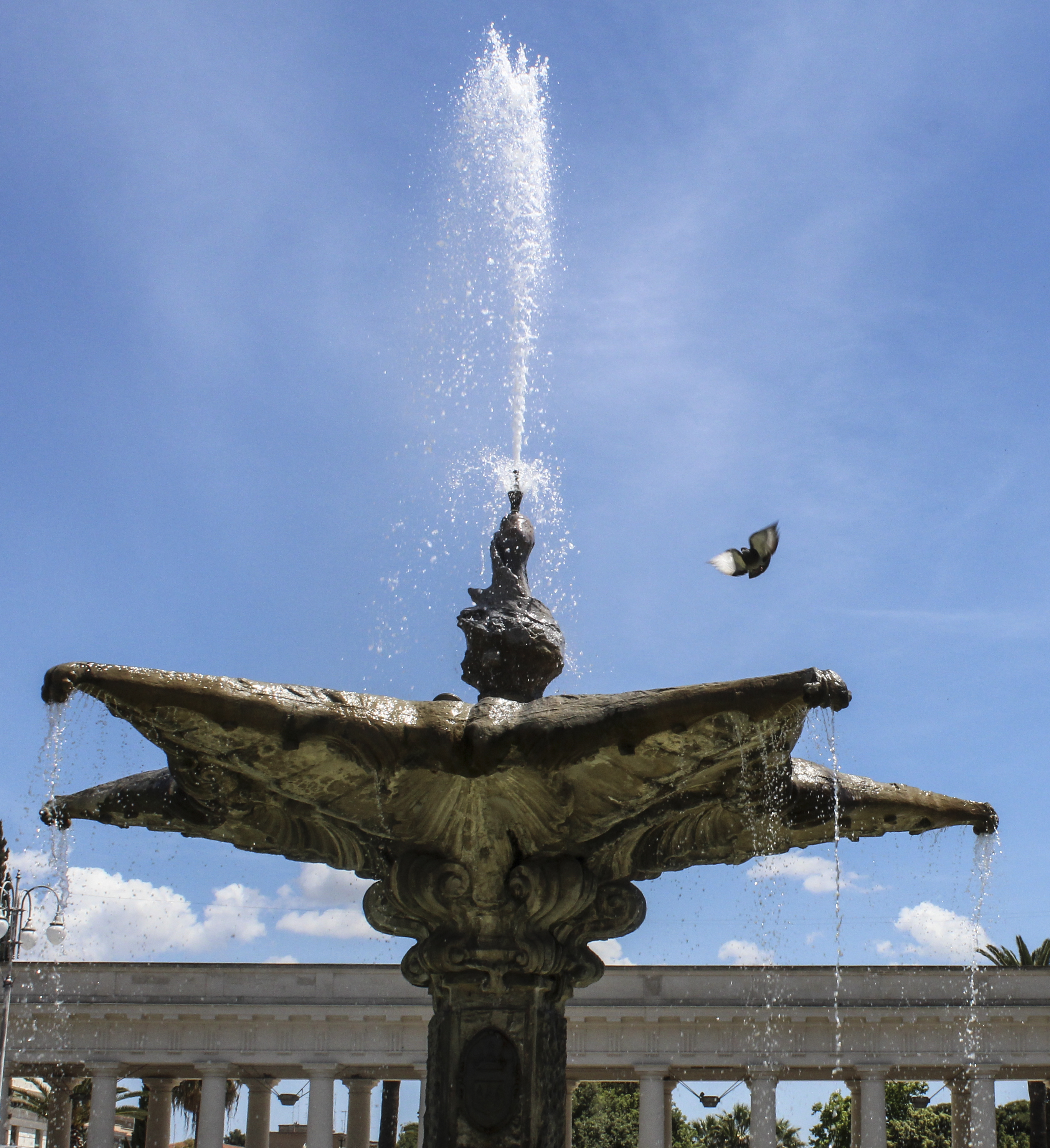
Fontana del Sele

Il progetto per la realizzazione della fontana venne realizzato dall'ingegnere ravennate Cesare Brunotti, al quale era già stata affidata la progettazione dei fontanini in piazza XX settembre, il quale progetto una fontana in cemento armato a forma di stella marina a cinque punte. La sua realizzazione fu invece affidata all’impresa di costruzione dei fratelli Giovanni e Antonio Quarato.